# 鍛冶町 (千代田區)
鍛冶町（日语：／ Kajichō */?）是東京都千代田區的地名。現行行政地名為鍛冶町一丁目與二丁目（住居表示實施區域）。本條目將一並介紹相同起源的神田鍛冶町（かんだかじちょう，住居表示未實施區域）。
神田鍛冶町是現在的三丁目。鍛冶町、神田鍛冶町兩地人口為418人。鍛冶町郵遞區號是101-0044。神田鍛冶町郵遞區號是101-0045。

## 概要
位於東京都千代田區東北部，北與千代田區神田須田町以一八通（一八通り）為界，東鄰千代田區神田東松下町、神田富山町、神田紺屋町、神田北乘物町、神田西福田町、神田美倉町，南接中央區日本橋室町、日本橋本石町、日本橋本町，西臨千代田區內神田、神田司町。
關東大地震後，神田區（千代田區前身）進行町名地番整理，舊神田鍛冶町在1933年與周邊地區重新編設神田鍛冶町一、二、三丁目。1974年（昭和49年）1月1日實施住居表示，一、二丁目廢除「神田」的冠稱，改為「鍛冶町一丁目、二丁目」。另一方面，未實施住居表示的三丁目，則改稱現在的「神田鍛冶町」。千代田區内舊神田區未實施住居表示的區域保留「神田」的冠稱，住居表示實施地區則廢除「神田」的冠稱。
當地是神田站旁商業區，商業活動發達。

## 歷史
江戶時期，鍛冶方棟梁高井伊織在此地建造屋敷。高井家是相模、武藏、安房、上總、下總、常陸、上野、下野的「關八州」鍛冶頭，因此許多鍛冶工匠聚集於此。
根據江戶時代記載大名與旗本的氏名、家系圖、家紋、御用達町人氏名等的《武鑑》，文化年間（1804～1818）町內居民中有許多專職金屬加工的工匠。

### 地名由來
此地為幕府鍛冶方棟梁高井伊織的屋敷地而得名。

## 地域内的町名、設施

### 鍛冶町一丁目
本區東南部，JR中央線路廊東側，神田金物通（神田金物通り）以南。靠近神田站，多大樓、商店。

### 鍛冶町二丁目
本區東北部，JR中央線路廊東側，神田金物通以北。JR神田站位於此地，多大樓、商店，飲食店與居酒屋十分密集。

### 神田鍛冶町三丁目
本區西北部，JR中央線路廊西側，神田金物通以北。神田站前，多大樓、商店。

## 交通
地域內南北向主要道路為中央通，東西向主要道路為神田金物通，兩道路是鍛冶町一丁目與鍛冶町二丁目的分界。此外東西向道路還有神田警察通（神田警察通り，JR線西側的稱呼）、神田平成通（神田平成通り，JR線東側的稱呼）。神田警察通是與内神田南部的邊界。此外一丁目内有南北向的日銀通（日銀通り）。
本地可在神田站搭乘JR中央線、山手線、京濱東北線等路線。此外，地下鐵銀座線也在此設站。

## 備註
1. ↑  町丁別世帯数および人口（住民基本台帳）：平成25年7月1日現在-千代田区総合ホームページ 的存檔，存档日期2013-10-23.
2. ↑  千代田區區民生活部 住居表示と町名情報[永久]。其他類似案例有神田岩本町與岩本町。
3. 1 2  .   [2013-08-17]. （原始内容存档于2020-09-23）.